# Lijst van spelers van FC Barcelona
Deze lijst omvat voetballers die bij Futbol Club Barcelona spelen of hebben gespeeld. Achter de naam van de speler is vermeld wanneer deze voetballer in het eerste elftal van de club speelde.
Wanneer de voetballer alleen of ook in de jeugd of het tweede elftal heeft gespeeld, is dit vermeld door middel van cantera, de naam van de jeugdopleiding van FC Barcelona, of Barça Atlètic

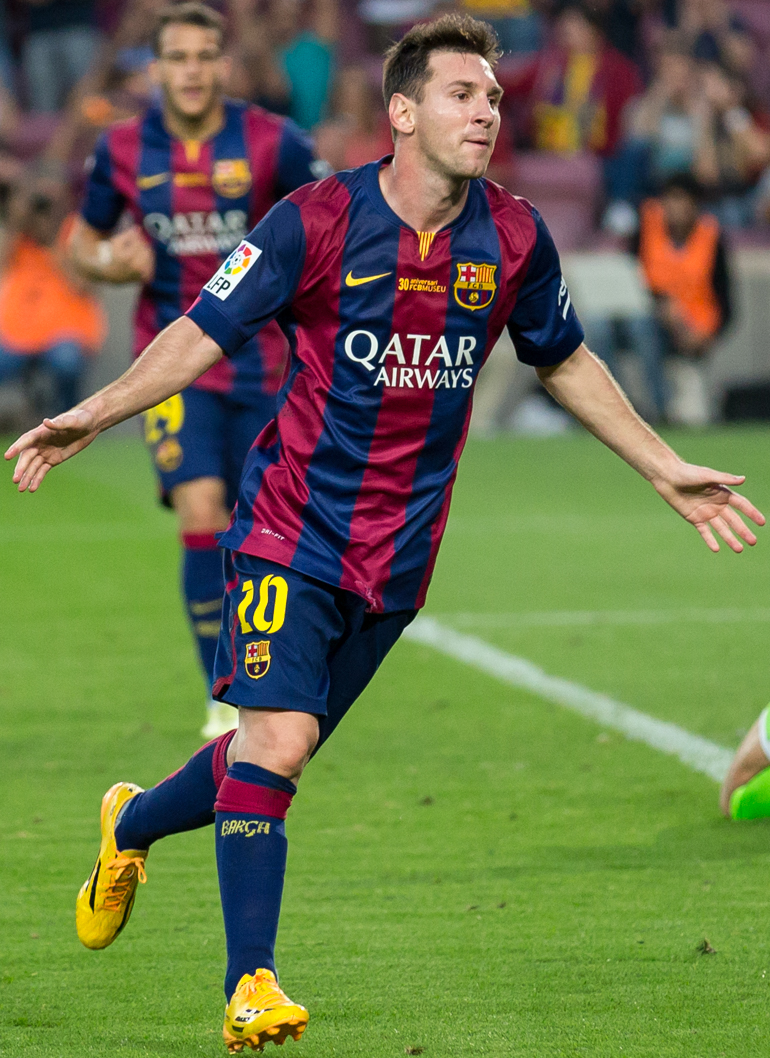
Lionel Messi was speler van FC Barcelona van 2004 tot 2021 en heeft de meeste wedstrijden voor de club gespeeld.

## Lijst van FC Barcelona-spelers gesorteerd op aantal caps
| Naam                  | Carrière   | Caps | Goals | Notities                 |
| --------------------- | ---------- | ---- | ----- | ------------------------ |
| Lionel Messi          | 2004–2021  | 778  | 672   | La Masia                 |
| Xavi                  | 1998–2015  | 767  | 85    | La Masia                 |
| Andrés Iniesta        | 2002–2018  | 674  | 57    | La Masia                 |
| Sergio Busquets       | 2008–2023  | 643  | 15    | La Masia                 |
| Gerard Piqué          | 2008–2022  | 579  | 52    | La Masia                 |
| Marc-André ter Stegen | 2014–heden | 420  | 0     | Aanvoerder sinds 2024    |
| Víctor Valdés         | 2002–2014  | 536  | 0     | La Masia                 |
| Migueli               | 1973–1988  | 490  | 24    | –                        |
| Guillermo Amor        | 1988–1998  | 416  | 65    | La Masia                 |
| Carles Rexach         | 1966–1981  | 399  | 110   | La Masia                 |
| Andoni Zubizarreta    | 1986–1994  | 396  | 0     | –                        |
| Jordi Alba            | 2012–2023  | 394  | 22    | La Masia                 |
| Carles Puyol          | 1999–2014  | 392  | 12    |                          |
| Daniel Alves          | 2008–2016  | 391  | 21    | –                        |
| Josep Guardiola       | 1990–2001  | 384  | 12    | La Masia                 |
| Sergi Barjuán         | 1993–2002  | 382  | 11    | La Masia                 |
| José Ramón Alexanco   | 1980–1993  | 353  | 36    | –                        |
| Pedro                 | 2008–2015  | 321  | 99    | La Masia                 |
| Sergi Roberto         | 2013–2024  | 316  | 12    | La Masia                 |
| Javier Mascherano     | 2010–2018  | 334  | 1     | –                        |
| Ivan Rakitic          | 2014–2020  | 310  | 35    | –                        |
| Joan Segarra          | 1949–1964  | 299  | 17    | –                        |
| Juan Manuel Asensi    | 1970–1981  | 299  | 73    | –                        |
| Joaquim Rifé          | 1964–1976  | 290  | 23    | –                        |
| Antoni Ramallets      | 1947–1962  | 288  | 0     | –                        |
| Frenkie de Jong       | 2019–heden | 266  | 21    | 3e aanvoerder sinds 2024 |

## Nederlanders (25)
- Ibrahim Afellay (2011-2014)
- Frank de Boer (1999-2003)
- Ronald de Boer (1999-2000)
- Winston Bogarde (1997-2000)
- Mark van Bommel (2005-2006)
- Giovanni van Bronckhorst (2003-2007)
- Jasper Cillessen (2016-2019)
- Phillip Cocu (1998-2004)
- Johan Cruijff (1973-1978)
- Jordi Cruijff (1988-1996)
- Edgar Davids (2004)
- Memphis Depay (2021-2023)
- Ruud Hesp (1997-2000)
- Jeffrey Hoogervorst (2007, Barça Atlètic)
- Frenkie de Jong (2019-heden)
- Luuk de Jong (2021-2022)
- Patrick Kluivert (1998-2004)
- Ronald Koeman (1989-1995)
- Danny Muller (1988-1989, Barça Atlètic)
- Johan Neeskens (1974-1979)
- Marc Overmars (2000-2004)
- Ludovit Reis (2019-2020, Barça Atlètic)
- Michael Reiziger (1997-2004)
- Mike van Beijnen (2019-2019, Barça Atlètic)
- Xavi Simons (2010-2019, cantera)
- Richard Witschge (1991-1993)
- Boudewijn Zenden (1998-2001)

Op verzoek van de FC Barcelona-trainer van destijds, Rinus Michels heeft Gert Bals in het seizoen 1973/74 een vriendschappelijke wedstrijd gekeept voor FC Barcelona. Hij heeft echter nooit onder contract gestaan van de club.

## Belgen (3)
- Fernand Goyvaerts (1962-1965)
- Urko Pardo (cantera)
- Thomas Vermaelen (2014-2019)

## Spanjaarden

### Catalanen
- Jordi Alba (cantera; 2012-2023)
- Óscar Álvarez (cantera)
- Francesc Arnau (cantera; 1995-2001)
- Domènec Balmanya (1935-1936, 1941-1944)
- David Bermudo (cantera)
- Álex Bolaños (cantera)
- Nakor Bueno (cantera)
- Carles Busquets (1990-1999)
- Toni Calvo (cantera)
- Adrià Carmona (cantera)
- Lluís Carreras (cantera; 1993, 1995-1996)
- Isaac Cuenca (2009-2010)
- Luis Miguel Carrión (cantera)
- Domènec Carulla (1922-1930)
- Albert Celades (cantera; 1994-1999)
- Luis Cembranos (1993-1994)
- Cristian (cantera)
- Cristóbal (1986-1988, 1991-1992)
- Marc Crosas (cantera)
- Damià (cantera; 2004-2005)
- Dimas Delgado (cantera)
- Josep Escolà (1939-1949)
- Cesc Fàbregas (cantera; 2011-2014)
- Dani Fernández (cantera)
- Albert Ferrer (cantera; 1990-1998)
- Andreu Fontàs (cantera)
- Dani Fragoso (cantera)
- Josep Maria Fusté (1962-1972)
- Álex García (cantera; 1990-1991)
- Gabri (cantera; 1999-2006)
- David García (cantera)
- Luis García (cantera; 2003-2004)
- Óscar García (cantera; 1993-1999)
- Roger García (cantera; 1994-1999)
- Sergio García (cantera; 2003-2004)
- Delfí Geli (1989-1991)
- Enric Gensana (1955-1965)
- Gerard (cantera; 2000-2005)
- Jordi Gómez (cantera)
- Abraham González Casanova (Barça B, 2007-2009)
- Juli Gonzalvo "Gonzalvo I" (1945-1946)
- Josep Gonzalvo "Gonzalvo II" (1944-1952)
- Marià Gonzalvo "Gonzalvo III" (1942-1954)
- Marc Guiu (2023-2024)
- Antoni Jiménez (1989-1990)
- Albert Jorquera (cantera; 2003-2009)
- Bojan Krkić (cantera; 2007-2014)
- Jordi López (cantera)
- Óscar López (cantera; 2002-2004)
- Sergi López (cantera; 1987-1991)
- Albert Luque (cantera)
- Miguel Ángel Luque (2009-2010, Barça B)
- Alberto Manga (cantera)
- Benjamín Martínez (2008-2011, Barça B)
- Rubén Martínez Andrade (cantera; 2004-2007)
- Ramón Masó (cantera)
- Jofre Mateu (cantera; 1997-1998)
- Fran Mérida (cantera)
- Miguel Ángel (cantera)
- Miki (cantera)
- Carles Domingo Pladevall (cantera)
- Rubén Miño (cantera)
- Francisco Montañés (cantera)
- Martín Montoya (cantera)
- Marc Muniesa (2009-2013, Barça B)
- Fernando Navarro (cantera; 2001-2005)
- Jesús Olmo (cantera)
- Eduardo Oriol (2009-2011, Barça B)
- Andrea Orlandi (cantera)
- Oleguer (cantera; 2002-2008)
- Marc Pedraza (cantera)
- Esteve Pedrol (1928-1937, 1940-1941)
- Vicenç Piera (1920-1933)
- Antoni Pinilla (cantera; 1990-1991)
- Pitu (cantera)
- Carles Planas (2009-2010, Barça B)
- Daniel Planchería (cantera)
- David Polaco (cantera)
- Lluís Pujol (1965-1975)
- Josep Raich (1934-1945)
- Oriol Riera (cantera)
- Sergi Roberto (cantera; 2009-2024)
- Xavier Roca (cantera; 1996-1997)
- Rodri (cantera; 2004-2006)
- Oriol Romeu (cantera)
- Ramón Ros (cantera; 2003-2004)
- José Manuel Rueda (cantera)
- Josep Samitier (1919-1932)
- Ilie Sánchez (2009-2014, Barça B)
- Víctor Sánchez Mata (cantera; 2008-2009)
- Jaume Sobregrau (2009-2010, Barça B)
- Miquel Soler (1988-1991, 1992-1993)
- Jonathan Soriano (2009-2012, Barça B)
- Justo Tejada (1950-1952, 1953-1961)
- Daniel Toribio (cantera)
- Pau Torres (cantera)
- Xavi Torres (Barça B, 2007-2009)
- Dani Tortolero (cantera)
- Sergio Urbano (cantera)
- Marc Valiente (cantera)
- Víctor Vázquez (cantera; 2008-2011)
- Martí Ventolrà (1933-1937)
- Antoni Velamazán (cantera; 1995-1996)
- Joan Verdú (cantera; 2004-2006)
- Ramón Zabalo (1929-1937, 1944-1945)
- Ricardo Zamora (1918-x1922)
- Eric García (cantera; 2021-heden)
- Pau Cubarsí (cantera; 2024-heden)
- Héctor Fort (cantera; 2024-heden)
- Lamine Yamal (cantera; 2023-heden)
- Álex Valle (cantera; 2023-2025)
- Dani Olmo (cantera; 2024-heden)
- Marc Bernal (cantera; 2024-heden)
- Marc Casadó (cantera; 2022-heden)
- Gerard Martín (cantera; 2024-heden)
- Toni Fernández (cantera; 2025-heden)
- Joan García (2025-heden)
- Jofre Torrents (cantera; 2025-heden)

### Basken
- Periko Alonso (1982-1985)
- Mikel Arteta (cantera)
- Pedro María Artola (1975-1984)
- Julen Lopetegui (1994-1997)
- Luis López Rekarte (1988-1991)
- Gaizka Mendieta (2002-2003)
- Oier Olazábal (2007-2014, Barça B)
- Julio Salinas (1988-1994)
- Urruti (1981-1988)
- Iñigo Martínez (2023-2025)

### Overige Spanjaarden
- Abelardo (1994-2002)
- Paulino Alcántara (1912-1927)
- Pichi Alonso (1982-1986)
- Quique Álvarez (cantera; 1995-1996)
- Mario Álvarez (2003-2004)
- Jesús Mariano Angoy (cantera; 1994-1996)
- Iván Benítez (Barça B, 2009-2010)
- Alberto Botía (cantera)
- Víctor Bravo de Soto Vergara (cantera)
- Arnau Caldentey (cantera)
- Diego Capel (cantera)
- Carlos Comamala (1903-1912)
- David Córcoles (2007-2009, Barça B)
- Quique Costas (1971-1980)
- Ibán Cuadrado (cantera)
- Julio De Dios (cantera)
- Víctor Espasandín (2007-2010, Barça B)
- Quique Estebaranz (1993-1994)
- Eusebio (1988-1995)
- Santiago Ezquerro (2005-2008)
- Ion Andoni Goikoetxea (1990-1994)
- Iago Falque (cantera)
- Eneko Fernández (2007-2008, Barça B)
- Fernando García (1936-1937)
- Gerardo (1981-1988)
- David González (cantera)
- Mariano González Maroto (cantera)
- José Emilio Guerra (Barça B, 2007-2008)
- Iván Iglesias (1994-1995)
- Javito (cantera)
- Antonio Longás (Barça B, 2008-2009)
- Jonathan López (Barça B, 2008-2009)
- Julio Alberto
- Armando Lozano (Barça B, 2009-2012)
- Luis Enrique (1996-2004)
- Mariano Martín (1939-1945)
- Francisco Martos (cantera)
- Nayim (cantera; 1986-1988)
- Moisés (cantera)
- Javi Moreno (cantera)
- Miguel Ángel Nadal (1991-1999)
- Nando (1990-1992)
- Nano (cantera; 2003)
- Nolito (Barça B, 2008-2011)
- Pedro Rodríguez (cantera; 2008-2015)
- Carlos Peña (cantera)
- Iván de la Peña (cantera; 1995-1998, 2000-2001)
- Juan Carlos Pérez (1968-1975)
- José Manuel Pesudo (1961-1966)
- José Manuel Pinto (2008-2014)
- Quini (1980-1984)
- Rubén Rayos (Barça B, 2008-2009)
- José Manuel Reina (cantera; 1999-2002)
- Miguel Reina (1965-1973)
- Sito Riera (cantera)
- Rubén Rochina (cantera)
- Fali Romero (cantera)
- Mario Rosas (cantera; 1998-2000)
- Francisco Rufete (cantera)
- David Sánchez (cantera)
- Agustí Sancho (1916-1928)
- Sergio Santamaría (cantera; 1999-2001, 2003-2004)
- Lluís Sastre (cantera)
- José Antonio Solano (Barça B, 2008-2009)
- Luis Suárez (1953-1961)
- Ferran Torres (2022-heden)
- Ramón Torralba (1913-1926)
- Roberto Trashorras (cantera)
- Juan Carlos Unzué (1988-1990)
- Ernesto Valverde (1988-1990)
- Juan Zambudio Velasco (1943-1954)
- Héctor Verdés (Barça B, 2008-2009)
- David Villa (2010-2013)
- Pablo Torre (2022-2025)
- Gavi (cantera; 2021-heden)
- Iñaki Peña (cantera; 2021-heden)

## Overige Europeanen

### Andorrezen
- Marc Bernaus (cantera)
- Jesús Lucendo (cantera; 1989-1990)

### Britten
- Steve Archibald (1984-1987)
- Mark Hughes (1986-1988)
- Gary Lineker (1986-1989)
- George Pattullo (1910-1912)
- Alexander Steel (1911-1913)
- Marcus Rashford (2025–heden)

### Denen
- Thomas Christiansen (cantera)
- Ronnie Ekelund (1993-1994)
- Michael Laudrup (1989-1994)
- Allan Simonsen (1979-1982)
- Martin Braithwaite (2020-2022)
- Andreas Christensen (2022-heden)

### Duitsers
- Robert Enke (2002-2003)
- Walter Rositzky (1911-1913)
- Bernd Schuster (1980-1988)
- Marc-André ter Stegen (2014-heden)
- İlkay Gündoğan (2023-2024)

### Fransen
- Éric Abidal (2007-2013)
- Laurent Blanc (1996-1997)
- Jim Carlier (1913-1914)
- Philippe Christanval (2001-2003)
- Frédéric Déhu (1999-2000)
- Ousmane Dembélé (2017-2023)
- Lucas Digne (2016-2018)
- Christophe Dugarry (1997-1998)
- Richard Dutruel (2000-2002)
- René Fenouillère (1903)
- Ludovic Giuly (2004-2007)
- Antoine Griezmann (2019-2021)
- Thierry Henry (2007-2010)
- Jules Koundé (2022-heden)
- Clément Lenglet (2018-2025)
- Jérémy Mathieu (2014-2017)
- Lucien Muller (1965-1968)
- Emmanuel Petit (2000-2001)
- Franck Songo'o (cantera)
- Ludovic Sylvestre (cantera)
- Lilian Thuram (2006-2008)
- Samuel Umtiti (2016-2022)

### Hongaren
- Zoltán Czibor (1956-1963)
- Sándor Kocsis (1957-1966)
- Ladislao Kubala (1951-1961)
- Ferenc Plattkó (1922-1930)

### Italianen
- Demetrio Albertini (2005)
- Francesco Coco (2001-2002)
- Gianluca Zambrotta (2006-2008)

### Kroaten
- Alen Halilović (2014-2016)
- Robert Prosinečki (1995-1996)
- Ivan Rakitić (2014-2020)

### Polen
- Robert Lewandowski (2022-heden)
- Wojciech Szczęsny (2024-heden)

### Portugezen
- Vítor Baía (1996-1999)
- Fernando Couto (1996-1998)
- Deco (2004-2008)
- Luís Figo (1995-2000)
- André Gomes (2016-2019)
- Jorge Alberto Mendonça (1966-1970)
- Ricardo Quaresma (2003-2004)
- Nélson Semedo (2017-2020)
- Simão (1999-2001)
- João Félix (2023-2024)
- João Cancelo (2023-2024)

### Roemenen
- Gheorghe Hagi (1994-1996)
- Gheorghe Popescu (1995-1997)
- Nicolae Simatoc (1950-1952)

### Zweden
- Patrik Andersson (2001-2004)
- Zlatan Ibrahimović (2009-2010)
- Henrik Larsson (2004-2006)
- Roony Bardghji (2025–heden)

### Turken
- Seyit Cem Ünsal (1998-1999)
- Rüştü Reçber (2003-2005)
- Arda Turan (2015-2018)

### Overige Europeanen
- Anestis Anastasiadis (2000-2002, Barça B)
- Dragan Cirić (1997-1999)
- Dmytro Chygrynskiy (2009-2010)
- Johan Gamper (1899-1905)
- Eiður Guðjohnsen (2006-2009)
- Aljaksandr Hleb (2008-2009)
- Meho Kodro (1995-1996)
- Igor Kornejev (1994-1995)
- Hans Krankl (1978-1981)
- Jari Litmanen (1999-2001)
- Goran Marić (cantera)
- Christo Stoitsjkov (1989-1995, 1996-1998)

## Noord-Zuid Amerikanen

### Amerikanen
- Sergino Dest (2020-2022)
- Konrad de la Fuente (cantera; 2018-2021)
- Diego Kochen (cantera; 2024-heden)

### Argentijnen
- Roberto Bonano (2001-2003)
- Florencio Caffaratti (1947-1949)
- Bernardo Fernández Cos (1973-1974)
- Jorge Gabrich (1983-1984)
- Juan Garchitorena (1915-1920)
- Juan Carlos Heredia (1974-1980)
- Maxi López (2005-2006)
- Diego Maradona (1982-1984)
- Marcos Aurelio (1948-1951)
- Javier Mascherano (2010-2018)
- Carlos Domingo Medrano (1959-1961)
- Gabriel Milito (2007-2011)
- Mateo Nicolau (1948-1952)
- Mauricio Pellegrino (1998-1999)
- Juan Antonio Pizzi (1996-1998)
- Juan Román Riquelme (2002-2003)
- Emili Sagi Liñán (1916-1917, 1921-1932)
- Javier Saviola (2001-2004, 2006-2007)
- Juan Pablo Sorín (2003)
- Rafael Zuviría (1977-1982)
- Lionel Messi (2004-2021)
- Sergio Agüero (2021-2021)

### Brazilianen
- Adriano (2010-2016)
- Rafael Alcântara (cantera; 2011-2020)
- Thiago Alcântara (cantera; 2009-2013)
- Aloisio (1988-1991)
- Sonny Anderson (1997-1999)
- Arthur (2018-2020)
- Juliano Belletti (2004-2007)
- Williams Silvio Modesto "Bio" (1977-1979)
- Tiago Calvano (2001-2003, Barça B)
- Philippe Coutinho (2018-2022)
- Deco (2004-2008)
- Roberto Dinamita (1979-1980)
- Fausto Dos Santos (1931-1933)
- Douglas (2014-2019)
- José Edmílson (2004-2008)
- Evaristo (1957-1962)
- Geovanni (2001-2003)
- Giovanni (1996-1999)
- Malcom (2018-2019)
- Marcelo (2001)
- Maxwell (2009-2012)
- Thiago Motta (cantera; 2000-2007)
- Neymar (2013-2017)
- Paulinho (2017-2018)
- Rivaldo (1997-2002)
- Fábio Rochemback (2001-2003)
- Romário (1993-1995)
- Ronaldinho (2003-2008)
- Ronaldo (1996-1997)
- Sylvinho (2004-2009)
- Norberto Murara Neto (2019-2022)
- Raphinha (2022-heden)

### Chilenen
- Claudio Bravo (2014-2016)
- Alexis Sánchez (2011-2014)
- Arturo Vidal   (2018-2020)

### Colombianen
- Yerry Mina (2018)
- Jeison Murillo (2019)

### Mexicanen
- Maribel Domínguez (2005-2006)
- Giovani dos Santos (cantera; 2007-2008)
- Jonathan Dos Santos (cantera; 2009-2014)
- Evo Guzmán (2006)
- Jorge Hernández (cantera)
- Rafael Márquez (2004-2010)
- Efraín Juárez (cantera)
- Julián Araujo (2023-2024)

### Paraguayanen
- Eulogio Martínez (1956-1962)
- Cayetano Ré (1962-1966)
- Julio César Romero "Romerito" (1989-1990)

### Uruguayanen
- Ronald Araújo (2019-heden)
- Julio César Benítez (1962-1968)
- Martín Cáceres (2008-2009)
- Héctor Scarone (1926)
- Ramón Villaverde (1954-1963)
- Luis Suarez (2014-2020)

### Venezolanen
- Franco Fasciana (cantera)
- Jeffrén Suárez (cantera; 2008-2015)

### Overige Latijns-Amerikanen
- Alejandro Morera (1932-1935)
- Hugo Sotil (1973-1976)

## Afrikanen

### Marokkanen
- Moha El Yaagoubi (cantera)
- Nayim (cantera; 1986-1988)
- Munir Hl Haddadi (cantera;2011-2014)
- Ez Abde (2021-2023)
- Ilias Akhomach (2021-2023)

### Nigerianen
- Emmanuel Amunike (1996-2000)
- Haruna Babangida (cantera)
- Gbenga Okunowo (1998-1999)
- Elvis Onyema (Barça B, 2009-2010)

### Overige Afrikanen
- Steve Mokone (1958-1959)
- Samuel Eto'o (2004-2009)
- Gerardo (1981-1988)
- Seydou Keita (2008-2012)
- Pedro Mantorras (cantera)
- Yaya Touré (2007-2010)
- Alexandre Song (2012- 2016)
- Diawandou Diagné (2013-2014)
- Kevin-Prince Boateng (2019-2019)
- Franck Kessié (2022-2023)

## Aziaten

### Filipijnen
- Paulino Alcántara (1912-1927)
- Manuel Amechazurra (1905-1908, 1909-1915)
- Enrique Morris (1902-1905)
- Miguel Morris (1902-1905, 1908-1909)
- Samuel Alfredo Morris (1901)

### Overige Aziaten
- Gai Assulin (cantera)
- Thaer Fayed Al-Bawab (2007, Barça B)